# ほしいのはひとつだけ
『ほしいのはひとつだけ』は、高瀬綾による日本の漫画作品。
『なかよし』（講談社）にて1999年2月号から2000年3月号まで連載された。全14話。そのほか、同誌1999年4月号増刊『はるやすみランド』に番外編が掲載された。単行本は同社の講談社コミックスなかよしより全3巻。
中学2年生の主人公・緋川梨花（ひかわ りんか）の、高校生の姉（桐子）の好きな人である担任の先生（矢野）と梨花に告白した同級生（哲太（てった））との間で揺れる恋心を描いている。

## 書誌情報
- 高瀬綾 『ほしいのはひとつだけ』 講談社〈講談社コミックスなかよし〉、全3巻
  1. 1999年7月6日第1刷発行、ISBN 4-06-178918-X
  2. 2000年1月7日第1刷発行、ISBN 4-06-178930-9
  3. 2000年7月6日第1刷発行、ISBN 4-06-178942-2

  - 2巻には増刊号に掲載の番外編が、3巻には読み切り作品「プリーズ! Mr.ロリコップ」「きみと出会ってから」が、それぞれ同時収録されている。